# Nihošovice
Nihošovice é uma comuna checa localizada na região da Boêmia do Sul, distrito de Strakonice.